# Heteroconis subanalis
Heteroconis subanalis är en insektsart som beskrevs av Meinander 1972. Heteroconis subanalis ingår i släktet Heteroconis och familjen vaxsländor. Inga underarter finns listade i Catalogue of Life.